# カオジロトンボ
カオジロトンボ（顔白蜻蛉、学名：Leucorrhinia dubia (Vander Linden ,1825)）は、トンボ科カオジロトンボ属のトンボの1種。英名と和名は本種の特徴である顔面が白色であることに由来する。

## 分布
ユーラシア大陸のヨーロッパ、ロシア、中国、朝鮮半島から日本にかけて分布する。ヨーロッパには亜種（L. dubia dubia (Vander Linden ,1825)）が分布し、ロシアから日本かけては亜種カオジロトンボ（L. dubia orientalis Selrs ,1887）が分布する。
日本では北海道と中部地方以北の本州の山岳地帯に分布する。青森県では八甲田山系のみに分布する。福井県では赤兎山の赤池のみで分布が確認されていて、その生息域の南西限である。

## 形態
成虫は小型で、オスは全長32-39 mm、腹長20-26mm、後翅長25-30 mm、メスは全長31-38 mm、腹長20-26mm、後翅長24-30 mm。体色は黒味が強く、顔が乳白色、翅の縁紋外側が白い。翅の基部には褐色斑がある。腹部の第2-3節の斑紋は、成熟したオスが赤色、成熟したメスは黄色型と赤色型の2種類がある。オスの背面に橙色斑があり、メスには黄色斑がある。DNA解析により、北海道から青森県にかけて分布する個体群と本州中部の個体群との間に若干の差異が確認されている。近縁種として同属のエゾカオジロトンボ（学名：Leucorrhinia intermedia Bartenef, 1910）がある。
幼虫（ヤゴ）は全長約19mm で、北海道と本州との個体間には側棘の長さに差異がある。本州の個体の腹面には黒色の帯状紋がある。

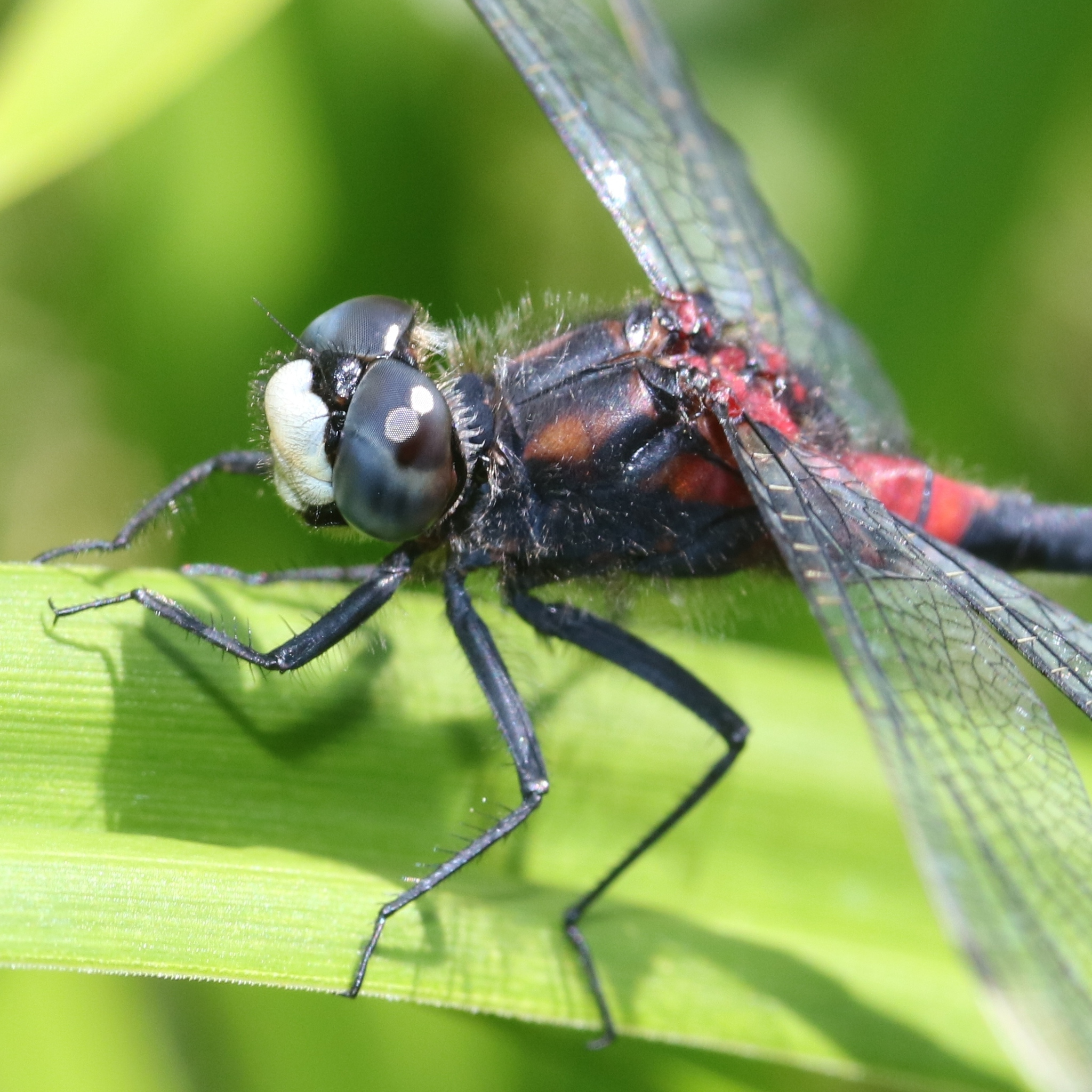
顔面は乳白色
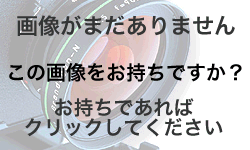
ヤゴ

## 生態

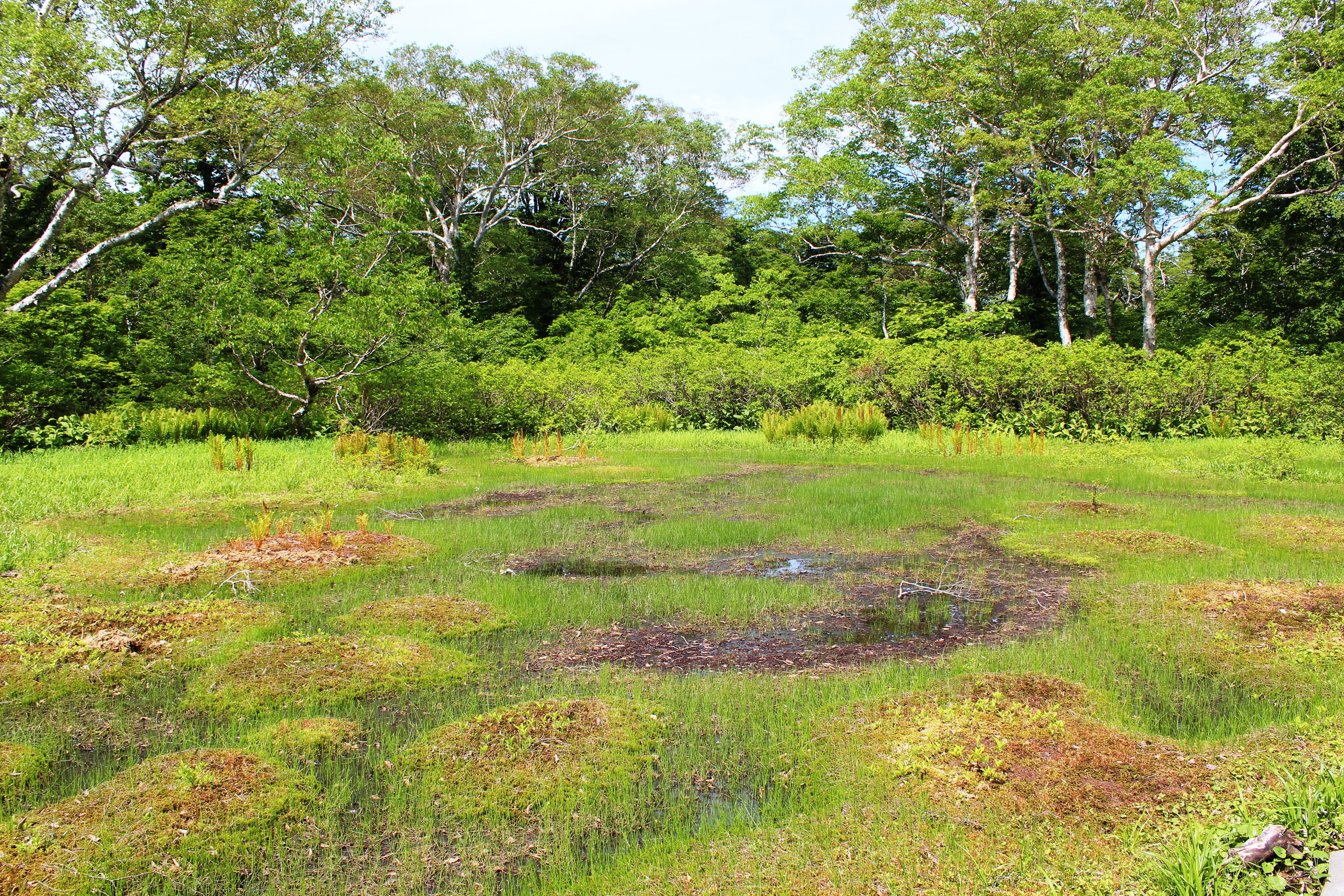
寒冷地の高原の植生豊かな池塘、高層湿原などに生息する（籾糠山の木平湿原）

### 生息環境
寒冷地の高原の植生豊かな池塘、高層湿原などに生息し、開放的な環境を好む。

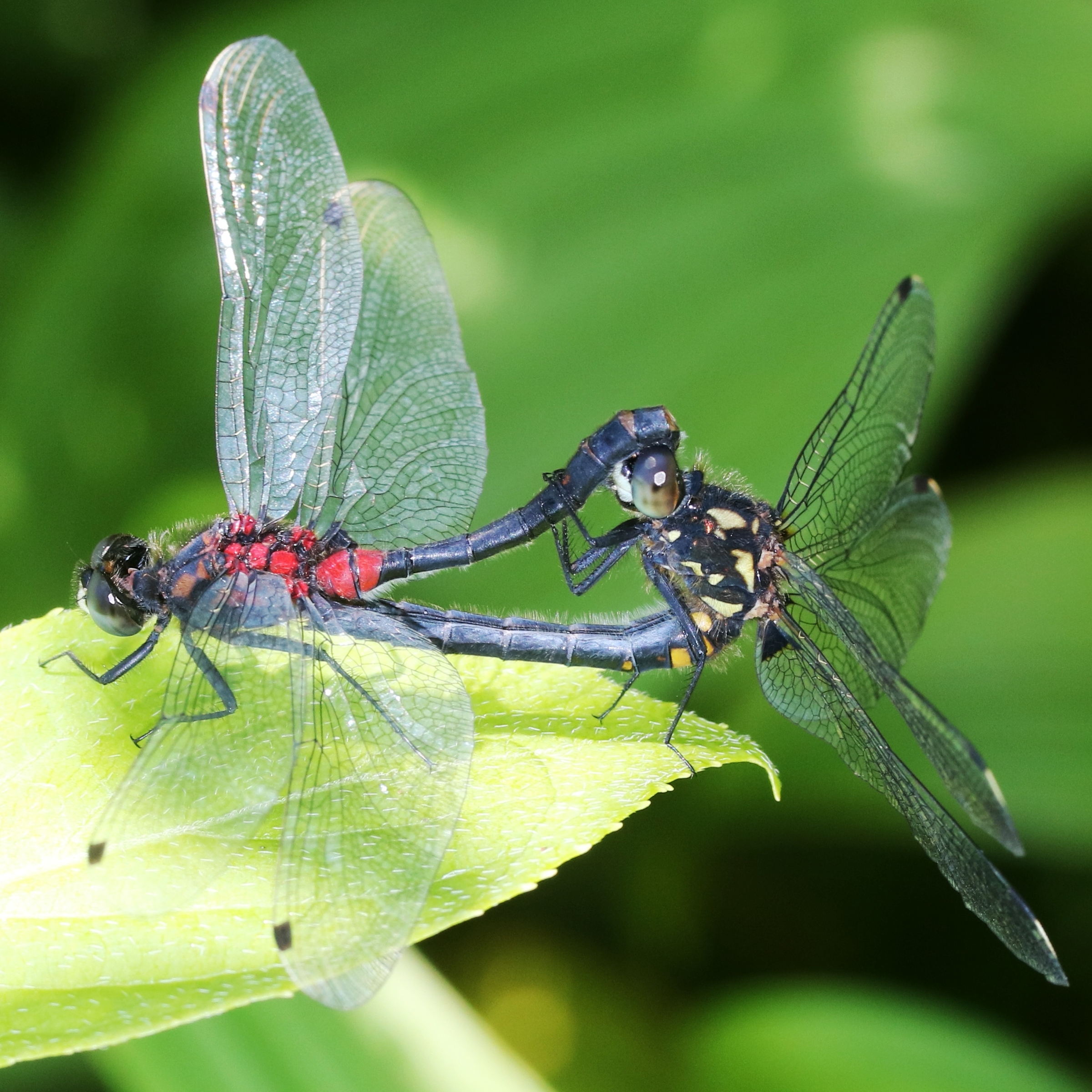
交尾中のカオジロトンボ

### 生活史
卵期間は10日-3週間程度。幼虫期間は2年程度で（2年1世代）、幼虫で越冬する。成虫は5月下旬頃から9月上旬ごろに出現する。オスは水辺の枝先などに静止し縄張りを持ち、メスを見つけると連結して空中で交尾態となり、周辺の葉の上などに留まる。交尾後メスは単独で水辺を訪れ、池塘などの水面を腹端で打って産卵を行う。A型3連結（オス-オス-メス）とMMM型3連結（オス-オス-オス）が見られることが報告されている。

## 種の保全状況評価
国際自然保護連合（IUCN）により、レッドリストの軽度懸念（LC）の指定を受けている。
日本では以下の都道府県でレッドリストの指定を受けている。
- 絶滅危惧I類（CRまたはEN） - 福井県[8]
- 絶滅危惧II類（VU） - 山形県[12]
- 準絶滅危惧（NT）- 栃木県[13]、石川県[14]
  - 希少野生生物（Cランク）[注釈 1] - 青森県[7]